# Jan Walezjusz
Jan de Valois (ur. 31 sierpnia 1398 w Paryżu, zm. 5 kwietnia 1417 w Compiègne) – delfin Francji, młodszy syn króla Francji Karola VI Szalonego i Izabeli Wittelsbach, córki Stefana III, księcia Bawarii.
30 czerwca 1406 r. został zaręczony z Jakobiną Wittelsbach (25 lipca 1401 - 8 października 1436), córkę Wilhelma II, księcia Bawarii oraz hrabiego Hainaut i Holandii. Jej matką była Małgorzata de Valois, córka Filipa II Śmiałego, księcia Burgundii. Ślub Jana i Jakobiny odbył się 6 sierpnia 1415 r. w Hadze. Małżeństwo to pozostało bezdzietne.
Po zaręczynach Jan i jego przyszła żony wychowywali się razem na dworze księcia Wilhelma, głównie w Le Quesnoy. Wilhelm był również wychowawcą Jana, który otrzymał gruntowne wykształcenie. Większość życia książę spędził na dworze hrabiego Hainaut, gdyż jako czwarty syn Karola VI nie był przewidziany do dziedziczenia tronu Francji.
Jednak jego trzej starsi bracia zmarli w bardzo młodym wieku. Ostatni z nich, Ludwik, zmarł w 1415 r. i Jan został tym samym następcą tronu Francji z tytułem delfina. Od 1407 r. był także księciem Turenii. W 1416 r. otrzymał dodatkowo tytuły księcia de Berry i hrabiego Poitiers.
Zmarł w 1417 r. w wieku 19 lat w Compiègne. Przyczyną jego śmierci był najprawdopodobniej ropień na szyi, aczkolwiek podejrzewano również otrucie. Jan został pochowany w opactwie Saint-Corneille w Compiègne. Delfinem Francji, a później również królem, został młodszy brat Jana, Karol.